# Gerrie Nel
Gerrie Nel (nascido em 1961) é um advogado do Estado sul-africano.
Gerrie Nel foi ex-chefe da Direção de Operações Especiais (DSO), também conhecido como o Scorpions, em Gautengue.
Nel processou com sucesso o ex-comissário de polícia Jackie Selebi e é o promotor principal no processo contra o campeão paralímpico sul-africano Oscar Pistorius no North Gauteng High Court em Pretória.

## Ligações externos
- «Gerrie Nel: a man on a mission». , World Net, publicado 21 de fevereiro de 2014